# 地獄でなぜ悪い
『地獄でなぜ悪い Why don’t you play in hell?』（じごくでなぜわるい）は、2013年制作の日本映画。園子温監督。主演は國村隼、堤真一、二階堂ふみ、友近、長谷川博己、星野源の6人。カトリーヌ・アルレーの小説に同じタイトルのものがあるが、無関係である。

## あらすじ
極道・武藤組の組長・武藤大三は、服役中の妻・しずえの夢でもあった、娘のミツコを主演にした映画製作を決意する。
映画の神様を信じるうだつのあがらない映画青年・平田純と、通りすがりの普通の青年・橋本公次を監督に、スタッフやキャストは全員自分の子分のヤクザで構成した。さらに、武藤組と対立する池上組の組長で、ミツコに恋心を抱く池上純と池上組全体を巻き込んで、事態はとんでもない方向に進んでいくのであった。

## キャスト
武藤大三
演 - 國村隼
武藤組組長。10年前、敵対する“北川会”に命を狙われていたがその後休戦状態となる。普段は組長として周りから怖がられる存在だが家族思いな性格で、私生活では妻・しずえと娘・ミツコを溺愛している。現在はミツコの夢であるヒロイン役で映画デビューさせるため、公次と平田に協力させて組員たちと映画を作ろうとする。短銃や日本刀の扱いが得意。
池上純
演 - 堤真一
池上組組長。10年前、北川会の一組員だったが組長亡き後、池上組を立ち上げ組長となる。冒頭で大三の命を取るために武藤家に訪れた時に(作中の)CMに出ていた頃のミツコと出会い、子供ながらに気の強い性格の彼女を気に入りファンになる。ちなみにその襲撃の帰りにFUCK BOMBERSの4人と偶然初めて顔を合わせている。その後池上組では自身の考えで日本家屋に組事務所を構え、組員たちには和服を着させている。
平田鈍
演 - 長谷川博己（現在）/中山龍也（高校時代）
映画作りに情熱をかける男。「いつか一世一代の映画を作ってみせる」という信念を持つ。10年前、高校時代に谷川、御木たち数人で自主映画作りに励んでいたところ、偶然知り合った佐々木を仲間に入れて4人で映画製作チーム“FUCK BOMBERS”(ファック・ボンバーズ)を結成。映画のことになると周りが見えなくなり本物のヤクザ相手でも恐れない。劇中劇では、映画監督を任される。
武藤ミツコ
演 - 二階堂ふみ（現在）/原菜乃華（10歳）
大三の娘。10年前は、人気子役として作中の歯磨き粉のCMで話題となった。現在、ギャル風の格好をしている。デビュー作となる映画の撮影中に恋人の吉村と失踪したが組員に連れ戻されて組事務所に軟禁状態となり、池上組の襲撃の混乱のすきに逃走を図る。ヤクザの組長の娘ということもあり、子供の頃から少々のことには動じない気性の荒い性格。
武藤しずえ
演 - 友近
大三の妻。10年前に自宅で料理中に北川会の組員たちに押し入られ、包丁で反撃に出たところ相手を死なせてしまい、そのせいで刑務所暮らしをすることになる。感情的で過激な行動を取っているが基本的に家族思いな性格。
橋本公次
演 - 星野源（現在）/伊藤凌（高校時代）
自身の高校生の頃、歯磨き粉のCMに出ていたミツコの大ファン。現在、偶然ミツコと出会い彼女が元子役のミツコであることを知らずに彼女から頼まれて“一日限定の恋人役”となる。その後、ミツコが武藤組組長の娘であることを知り彼女を連れ戻しに来た武藤組組員から、元恋人の吉村と勘違いされて騒動に巻き込まれる。

### FUCK BOMBERSのメンバー
谷川カメラマン
演 - 春木美香（現在）/青木美香（高校時代）
平田の高校時代の友達。高校の頃に平田の自主映画で撮影を担当。一人称は俺で男っぽい口調で話す。いつ頃からか御木の恋人となるが、現在は2人とも昔と違って太っている。
御木（みき）カメラマン
演 - 石井勇気（現在）/小川光樹（高校時代）
平田の高校時代の友達。高校の頃に平田の自主映画で撮影を担当し、ローラースケートで移動しながら撮影している。現在は、平田に付き添い大三の映画作りに協力する。
佐々木鋭
演 - 坂口拓（現在）/中田晴大（高校時代）
高校時代は不良少年だったが、集団でケンカしていたところ自主映画の撮影をする平田と出会い影響を受け、アクションスターを目指すようになる。現在、平田と映画製作に携わるが30歳目前でバイト生活を続けていることに不安視している。ブルース・リーに憧れておりヌンチャクを使ったアクションが得意。

### 武藤組
鈴木剛
演 - 山中アラタ
武藤組中堅組員。ミツコの1日限定の彼氏のフリをした公次を、映画撮影中にミツコと逃げた吉村と勘違いしたまま組事務所に連れて行く。すぐに手を挙げる乱暴な性格。劇中劇では照明スタッフを担当。
吉田國広
演 - 土平ドンペイ
武藤組中堅組員。劇中劇の映画監督をしてもらうために公次たちと車で迎えに行く。初めて会った平田から、主演女優を務めるミツコのボディガードと勘違いされる。劇中劇では照明スタッフを担当。
真田龍太
演 - 本城丸裕
武藤組のベテラン組員。大三から信頼されている。劇中劇では音響を担当。
松野拓行
演 - 市オオミヤ
武藤組中堅組員。スキンヘッドで小太りな体型をしている。劇中劇では撮影スタッフを担当。
みつる
演 - 仁村俊祐
武藤組の若手組員。大三が外出する際運転手として付いている。彼のある発言によって物語は大きく進む事になる。劇中劇では撮影助手を担当。
正造
演 - 菊池英之
武藤組組員。劇中劇では録音スタッフを担当。
正太
演 - 清水智史
武藤組組員。劇中劇では録音スタッフを担当。

### 武藤組と対立するヤクザたち
住田
演 - 諏訪太朗
10年前、北川会の組長。組員には強気な言動をしているが、自身はビビりな性格。
ヒットマン
演 - 北村昭博
10年前、北川会の他の組員と共に大三の家に訪れるが、刃物を持ったしずえに外まで追いかけられて返り討ちにあう。
千葉義紀
演 - 山本亨
池上組組員。池上の側近。ヒゲを生やしている。10年前の住田組長の頃はグラサンを掛けていたが、その後池上組として和風な組織になった頃に池上から「着物にグラサンは似合わない」との理由で素顔で過ごし始める。

#### スナックのママと看板屋
マサコ
演 - 岩井志麻子
10年前の武藤組のビル建物内のカラオケスナックのママ。しかし冒頭で同じ場所でジュンコが店を開くことになり自身はお払い箱となる。
ジュンコ
演 - 神楽坂恵
武藤の愛人。武藤のおかげで武藤組のビル建物内に自身の店・スナック『じゅんこ』を持たせてもらう。
増田
演 - 板尾創路
看板屋で勤務。武藤組ビル内にあるスナックの看板の掛け替えの仕事を請負い、ビルの屋上から佐藤に指示を出す。
佐藤
演 - 裴ジョンミョン
増田の後輩社員。スナックの看板掛け替え作業中に、窓の外からマサコとジュンコのやり取りをのぞき見する。

### 大三の関係者
木村刑事
演 - 渡辺哲
10年前に「正当防衛で人を殺してしまった」と主張するしずえを怪しみ、「大三が裏で糸を引いているのでは？」と彼を取り調べる。現在は、ベテラン刑事として培われたカンで大三の企みを暴こうとする。
田中刑事
演 - 尾上寛之
木村の部下。現在、木村とコンビを組んで大三を刑務所にブチ込むため、何か事件を起こすのを期待して彼の行動を見張る。
木下プロデューサー
演 - 石丸謙二郎
大三の友人。ミツコが出る映画の製作に携わる。しかし撮影中にミツコが男と失踪してしまい、後日大三からミツコが帰ってくるまで撮影を待つよう頼まれる。

### その他の主な人たち
映写技師の小野さん
演 - ミッキー・カーチス
10年前、街の映画館の熟練技師。映画館の一室にFUCK BOMBERSのアジトがあるため彼らと顔見知り。将来良い映画を作るよう平田たちに温かい言葉をかける。
モギリの大谷さん
演 - 江波杏子
10年前、街の映画館内でチケット販売をしている。映画館に訪れる平田たちとは顔なじみ。普段は落ち着いた性格だが礼儀やマナーには厳しい。
吉村みつお
演 - 永岡佑
映画撮影中のミツコと一緒にトンズラした相手。しかしその後ミツコを捨てて新しい彼女と部屋で過ごしていたところ、訪ねてきたミツコに仕返しをされる。
池上の女
演 - つぐみ
池上と2人きりで会った時に「腹をくくるなら和服よ」と言ったことで、その後池上組の組事務所を日本家屋に構え、彼や組員が和服姿で行動するきっかけとなる。
店主
演 - でんでん
ラーメン屋の主人で佐々木の雇い主。ある時佐々木が店のテーブルを壊したため文句を言う。中国人らしくカタコトの日本語を話す。
ヨシコ
演 - 成海璃子
平田のデートの相手。キスにおける男女の思惑の違いなどを力説する、平田の話に耳を傾ける。
マスター
演 - 深水元基
カフェバーらしき店で飲み物などを提供する。客として訪れた平田に、後からやって来た公次が劇中劇の映画監督になってくれるよう依頼する。
ウエイトレス
演 - ぼくもとさきこ
上記のマスターの店で働く。ヨシコに熱弁をふるう平田にコーヒーを出す。

### その他
オマワリ
演 - 水道橋博士
大月まゆ
演 - 古藤ロレナ
ロッコ
演 - 橋本まつり
サッチ
演 - 皆川尚義
小室哲夫
演 - 野中隆光
飯塚信弘
演 - 中泉英雄
夕暮太郎
演 - 児玉拓郎

## スタッフ
- 監督・脚本・音楽：園子温
- 音楽：井内啓二、坂本秀一
- 主題歌：星野源「地獄でなぜ悪い」（SPEEDSTAR RECORDS）
- 音楽プロデューサー：菊地智敦
- 撮影：山本英夫
- 編集：伊藤潤一
- 配給：キングレコード、ティ・ジョイ
- 製作：「地獄でなぜ悪い」製作委員会（キングレコード、ケー・エイチ・キャピタル、BizAsset、ティ・ジョイ、ガンジス）

## 公開
2013年8月29日（現地時間）、第70回ヴェネツィア国際映画祭オリゾンティ部門で公式上映され、上映後は約1200人の観客から7分間のスタンディングオベーションを送られた。9月15日、第38回トロント国際映画祭ミッドナイト・マッドネス部門観客賞を受賞した。
2013年9月28日に全国72館で公開が開始され、初日2日間の映画観客動員ランキング（興行通信社調べ）で初登場第11位となった。公開13日後には興行収入1億円を突破した。
香港では11月13日、台湾では11月22日より劇場公開開始

## 逸話
1990年代初頭、本作の原型となるプロットの映画化をすすめていた園子温は篠原哲雄監督の『草の上の仕事』（1993年）を観て、平田役・橋本役を爆笑問題の太田光・田中裕二にオファーした。園子温自ら所属事務所に電話し、太田光代社長に交渉したがスケジュールの都合により断られたと後年ラジオ番組で共演した際に明かしている。

## 受賞
- 第38回トロント国際映画祭 ミッドナイト・マッドネス部門 観客賞
- エトランジュ国際映画祭 観客賞[10]
- ファンタスティック・フェスト2013 ガットバスターコメディー部門 作品賞・監督賞[10]
- 第35回ヨコハマ映画祭[11]
  - 2013年日本映画ベストテン第7位[12]
  - 助演女優賞（二階堂ふみ）※『四十九日のレシピ』『脳男』の演技と合わせて
  - 最優秀新人賞（星野源）※『箱入り息子の恋』の演技と合わせて
- 第37回日本アカデミー賞 新人俳優賞（星野源）※『箱入り息子の恋』の演技と合わせて
- 第56回ブルーリボン賞 助演女優賞（二階堂ふみ）※『四十九日のレシピ』『脳男』の演技と合わせて[13]
- 『映画芸術』2013年日本映画ベストテン＆ワーストテン・ワースト3位[14]
- 第23回東京スポーツ映画大賞 助演女優賞（二階堂ふみ）※『四十九日のレシピ』の演技と合わせて[15]